# Petterie

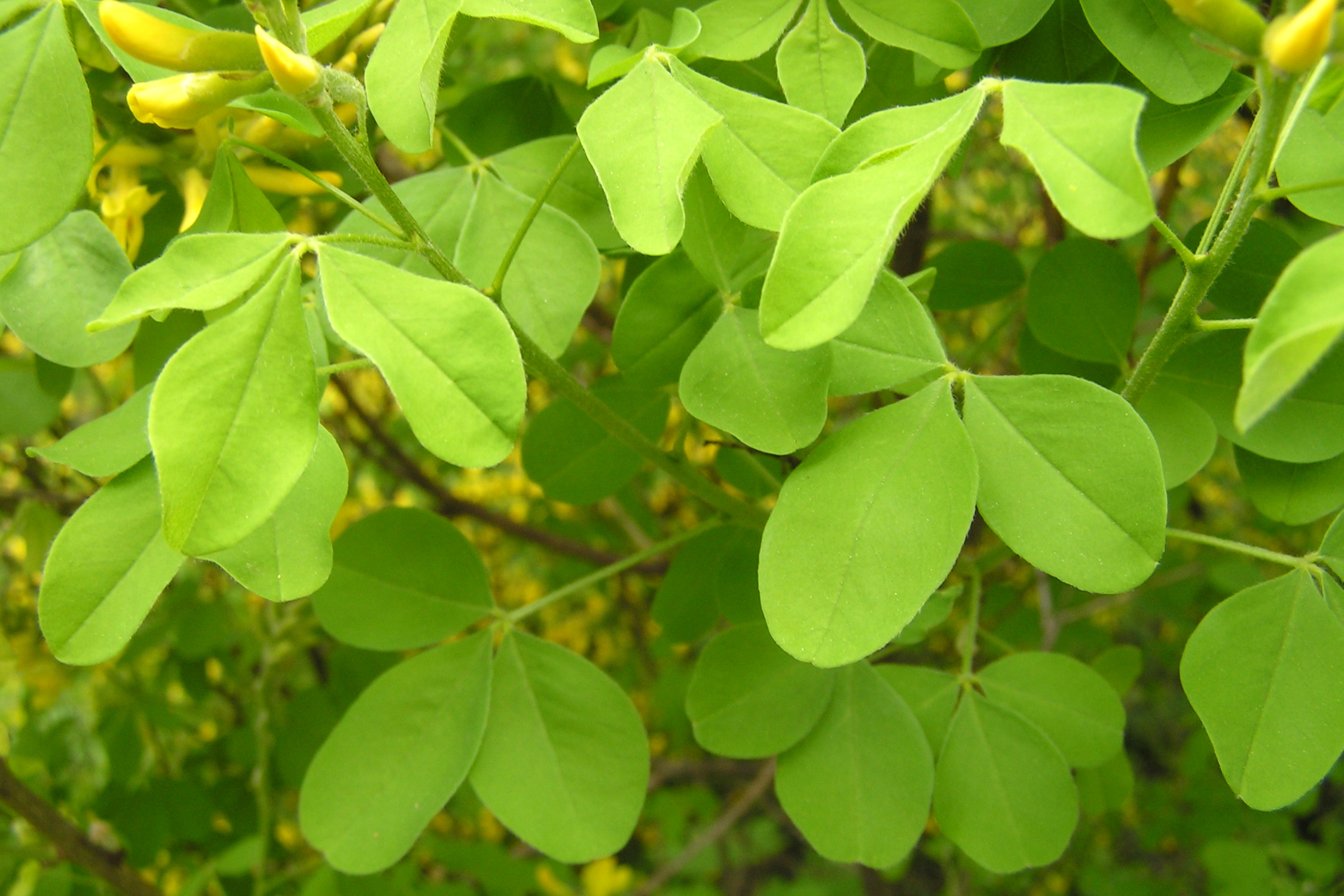
Blätter

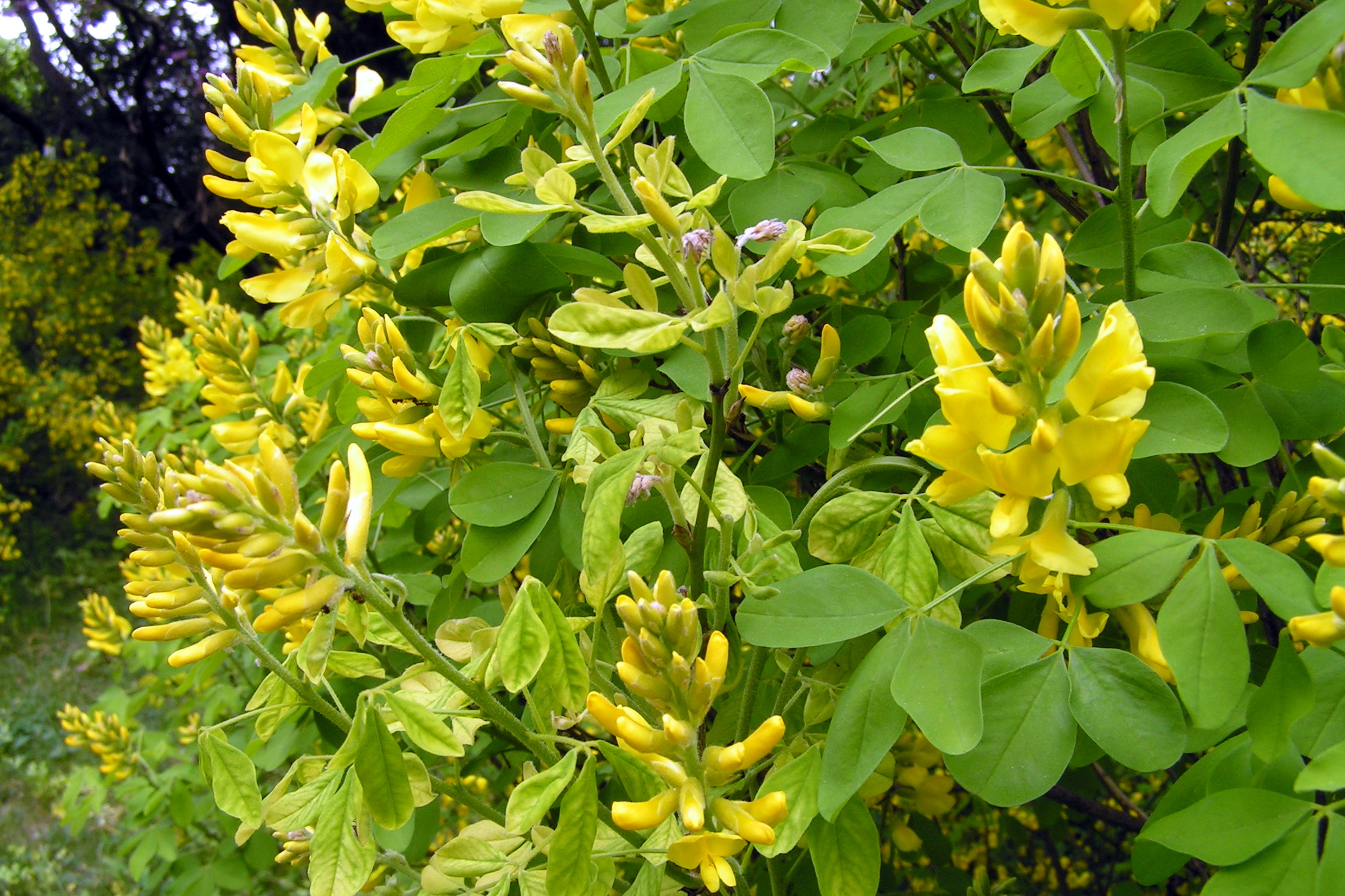
Blütenstände

Die Petterie (Petteria ramentacea) ist eine Pflanzenart in der Familie der Hülsenfrüchtler (Faboideae) aus der Unterfamilie der Schmetterlingsblütler die auf der Balkanhalbinsel vorkommt. Sie ist die einzige Art der Gattung Petteria.

## Beschreibung
Die Petterie ist ein sommergrüner etwa 2 Meter hoher, aufrecht stehender Strauch. Die stielrunden Zweige sind durch die erhöhten Blattbasen und durch die bleibenden, hornartig bespitzten, intrapetiolaren Nebenblätter stark knotig. Die Triebe sind anfangs angedrückt behaart und werden von den Nebenblättern verdeckt. Endknospen fehlen. Die gestielten Laubblätter sind wechselständig angeordnet und dreizählig. Die abgerundeten bis eingebuchteten, ganzrandigen, verkehrt-eiförmigen seltener eiförmigen oder elliptischen Blättchen sind fast sitzend bis kurz gestielt und 2 bis 6 Zentimeter lang. Die Blättchenoberseite ist dunkelgrün und zuletzt kahl, die Unterseite ist heller als die Oberseite. Der Mittelnerv ist unterseits teils behaart wie auch der Rand, der Blattstiel wird 2 bis 4 Zentimeter lang.
Die duftenden, gelben Schmetterlingsblüten stehen zu 10 bis 20 in aufrechten, 4 bis 7 Zentimeter langen, endständigen Trauben. Die gestielten und zwittrigen, gelben Einzelblüten werden etwa 2 Zentimeter lang und haben einen kurzen, zweilippigen Kelch. Die obere Lippe ist bis zur Basis geteilt, die Unterlippe ist dreizählig und seidig behaart. Die große Fahne ist ausgerandet. Es wird ein Fruchtblatt mit oberständigem, behaartem Fruchtknoten gebildet. Die 10 Staubblätter sind einbrüderig verwachsen. Die Blütezeit reicht von Mai bis Juni. Als Früchte werden 3 bis 5 Zentimeter lange, gerade, stark abgeflachte und kahle, geschnäbelte Hülsen gebildet, die bis zu 9 Samen enthalten. Die rundlichen, glatten, glänzend und orangen Samen werden etwa 4 Millimeter groß. Die Früchte öffnen sich explosiv mit verdrehenden Fruchtklappen und schleudern die Samen heraus.

## Verbreitung und Standortansprüche
Das natürliche Verbreitungsgebiet der Petterie befindet sich auf der Balkanhalbinsel und erstreckt sich über Kroatien, Bosnien und Serbien bis Albanien. Man findet sie in Steppengehölzen und Trockenwäldern, auf trockenen bis frischen, nährstoffreichen Böden, die schwach sauer bis alkalisch sein können. Sie wächst auf sandigem, sandig-kiesigem und sandig-lehmigem Untergrund. Die Petterie ist frostempfindlich und bevorzugt ein sonnig-heißes Klima.

## Systematik
Die Erstbeschreibung des Basionyms Cytisus ramentaceus erfolgte 1822 durch Franz Wilhelm Sieber in Flora; oder (allgemeine) botanische Zeitung Band 5 Teil 1 Seite 242. Die Umteilung in die neue Gattung Petteria erfolgte 1845 durch Karel Bořivoj Presl in Abhandlungen der Königlichen Böhmischen Gesellschaft der Wissenschaften Band 5(3) Seite 569. Petteria ramentacea ist die einzige Art der Gattung Petteria. Diese wird in der Unterfamilie der Schmetterlingsblütler zur Tribus Genistae gezählt, zu der auch die Ginster (Genista) und Lupinen (Lupinus) gerechnet werden. Synonyme sind z. B. Genista weldeniana Scheele, Genista ramentacea (Sieber) Briq., Laburnum ramentaceum (Sieber) K.Koch, Cytisus weldenii Vis. oder Cytisus fragrans Welden.
Der Gattungsname Petteria verweist auf den altösterreichischen Geographen und Botaniker Franz Petter (1789–1858). Das Artepitheton ramentacea ist vom lateinischen Wort „ramentum“ abgeleitet und bedeutet „Span“ oder „Splitter“. Es verweist auf die dornartig verwachsenen Nebenblätter.

## Verwendung
Die Petterie wird aufgrund ihrer dekorativen und duftenden Blüten manchmal als Zierstrauch verwendet.